# 3368 Duncombe
3368 Duncombe este un asteroid din centura principală, descoperit pe 22 august 1985 de Edward Bowell.